# Tipula glaucocinerea
Tipula glaucocinerea är en tvåvingeart som beskrevs av Lundstrom 1915. Tipula glaucocinerea ingår i släktet Tipula och familjen storharkrankar. Inga underarter finns listade i Catalogue of Life.